# Copa Mundial Femenina de Fútbol
La Copa Mundial Femenina de la FIFA (en inglés: FIFA Women's World Cup) es el torneo internacional de fútbol femenino a nivel de selecciones nacionales más importante del mundo. Además, existen otras competencias juveniles como la Copa Mundial Femenina de Fútbol Sub-20 y la Copa Mundial Femenina de Fútbol Sub-17, ambas organizadas por la FIFA.
Debido al progreso del balompié femenino experimentado principalmente durante los años 1980 y 1990, la FIFA decidió organizar la primera edición de la versión para mujeres de la Copa Mundial de Fútbol, el evento deportivo más importante en el mundo junto a los Juegos Olímpicos y que se realiza desde 1930. Así, la primera edición de este torneo fue realizada en 1991 en la República Popular China, edición en que las seleccionadas de los Estados Unidos alcanzaron la victoria.
Desde esa fecha, la Copa ha sido organizada cada cuatro años y su popularidad ha ido en aumento. El torneo ha ampliado su número de participantes hasta llegar a los 32 que disputarán el mundial de 2023. Al igual que la rama varonil, las selecciones se clasifican a través de sus confederaciones continentales, y se desarrolla de la misma manera que la edición masculina: una primera fase de grupos para pasar a una segunda etapa de eliminación directa hasta disputar la final del torneo.
La Copa Mundial Femenina de la FIFA ha sido realizada en nueve ocasiones, en las que solo cinco países han alzado el trofeo: Estados Unidos es el equipo más exitoso, con cuatro títulos; Alemania le sigue con dos trofeos, mientras que Noruega, Japón y España se han proclamado campeones en una sola ocasión.

## Historia
La primera instancia de una Copa Mundial Femenina de fútbol se remonta a 1970, con el primer torneo internacional que tuvo lugar en Italia en julio de ese año. Esto fue seguido por otro torneo no oficial el año siguiente en México, donde Dinamarca ganó el título después de derrotar a México en la final. A mediados de la década de 1980, el Mundialito se llevó a cabo en Italia en 4 ediciones con Italia e Inglaterra ganando 2 títulos.
Varios países levantaron su prohibición del fútbol femenino en la década de 1970, lo que llevó a la creación de nuevos equipos en toda Europa y América del Norte. Después de que se celebraron los primeros torneos internacionales de mujeres en Asia en 1975 y en Europa en 1984, Ellen Wille declaró que quería un mejor esfuerzo del Congreso de la FIFA para promover el juego de mujeres. Esto se produjo en 1988 en forma de un torneo invitacional en China como una prueba para ver si era factible una Copa Mundial femenina. 12 selecciones participaron en la competencia: 4 de la UEFA, 3 de la AFC, 2 de la CONCACAF y una de cada una de las demás confederaciones (CONMEBOL, CAF y OFC). Después del partido inaugural del torneo entre China y Canadá, que contó con una asistencia de 45.000 personas, el torneo fue considerado un éxito, con un promedio de 20 000 asistentes por partido. Noruega, que era el campeón de Europa, derrotó a Suecia 1-0 en la final, mientras que Brasil logró el tercer lugar al derrotar a los anfitriones en una definición por penaltis. La competición se consideró un éxito y el 30 de junio la FIFA aprobó el establecimiento de una Copa Mundial Femenina oficial, cuya primera edición tuvo lugar en 1991 en China. 12 selecciones compitieron y Estados Unidos derrotó a Noruega en la final 2–1, con Michelle Akers marcando 2 goles.
La edición de 1995 en Suecia vio el experimento de un concepto de tiempo fuera a lo largo del torneo que luego se ajustó en mitad del torneo para que solo ocurriera después de una pausa en el juego. El tiempo fuera solo apareció en el torneo que lo desechó. La final de la edición de 1995 vio a Noruega, quien anotó 17 goles en la fase de grupos, derrotando a Alemania 2-0, para capturar su primer título. En la edición de 1999, uno de los momentos más famosos del torneo fue la celebración de la victoria de la defensora estadounidense Brandi Chastain, luego de anotar el gol contra China que les permitió ganar el torneo. Se quitó la camiseta y la agitó sobre su cabeza (como suelen hacer los hombres), mostrando el torso musculoso y el sostén deportivo mientras celebraba. La final de 1999 en el Rose Bowl en Pasadena, California tuvo una asistencia de 90.185 espectadores, un récord mundial para un evento deportivo femenino. 
Las ediciones de 1999 y 2003 se llevaron a cabo en Estados Unidos. En 2003, se suponía que China lo albergaría, pero el torneo fue reubicado debido a la epidemia de SARS. Como compensación, China conservó su clasificación automática para el torneo de 2003 como país anfitrión, y fue elegida automáticamente para albergar la Copa Mundial Femenina de la FIFA de 2007. Alemania fue sede de la Copa Mundial Femenina de la FIFA de 2011, según lo decidido por votación en octubre de 2007. 
En la edición de 2015, llevada a cabo en Canadá, el número de selecciones participantes fue incrementado de 16 a 24. Formiga de Brasil y Homare Sawa de Japón aparecieron en su sexta Copa Mundial récord, una hazaña que nunca antes había sido alcanzada por jugadores femeninos o masculinos. Christie Pearce es la jugadora de mayor edad en jugar una Copa Mundial Femenina, a la edad de 40 años. La edición de 2019 tuvo lugar en Francia. El 31 de julio de 2019, la FIFA aprobó por unanimidad la ampliación de 24 a 32 selecciones para el mundial de 2023.

## Trofeo

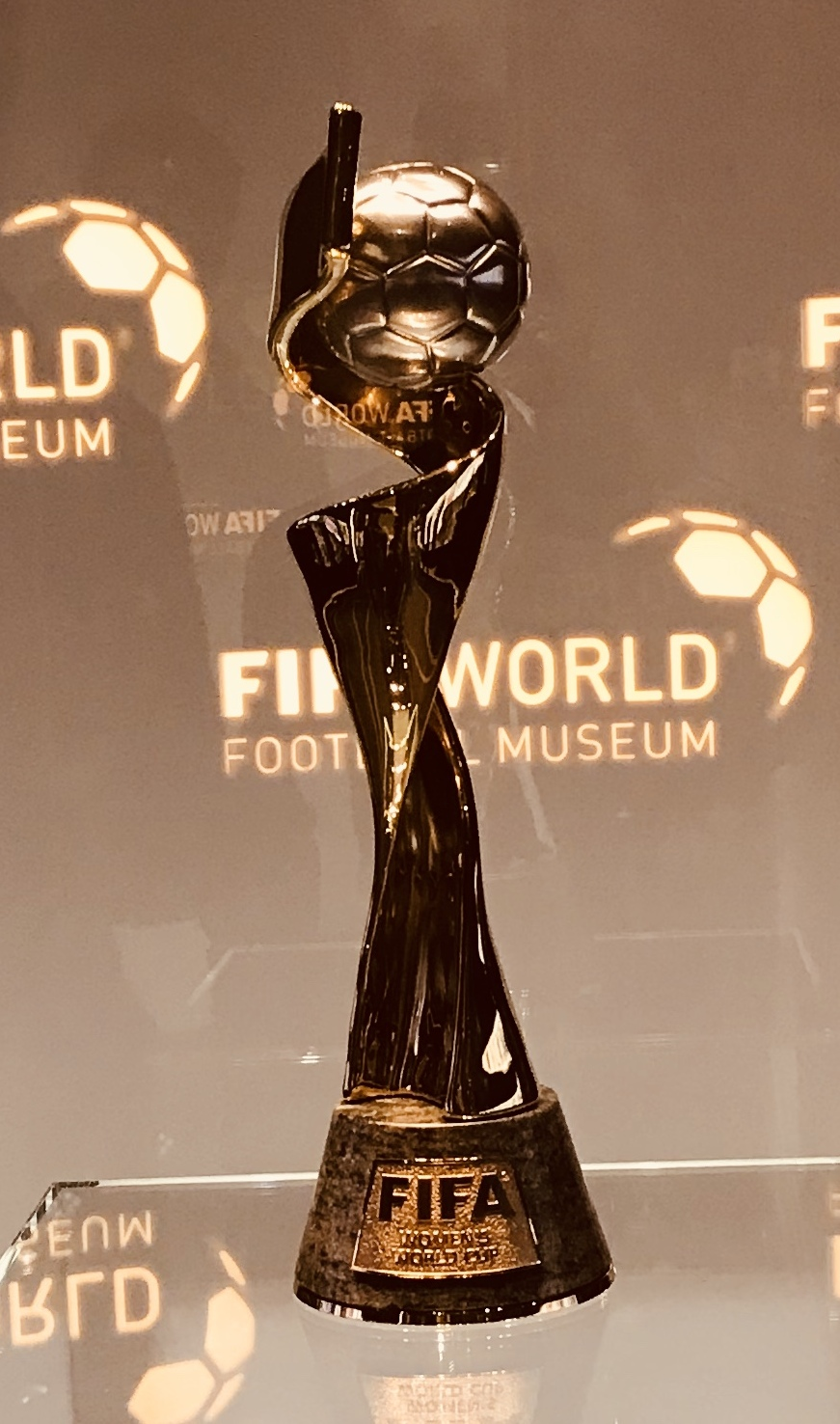
Trofeo de la Copa Mundial Femenina de Fútbol, expuesto en el Museo de la FIFA en Zúrich

El trofeo actual fue diseñado en 1998 para el torneo de 1999 y toma la forma de una banda en espiral, que incluye un balón de fútbol en la parte superior, que apunta a capturar el atletismo, el dinamismo y la elegancia del balompié internacional femenino. En la década de 2010, fue equipado con una base en forma de cono. Debajo de la base, el nombre de cada uno de los ganadores anteriores del torneo está grabado.
El trofeo mide 47 cm de altura, pesa 4,6 kg y está hecho de plata esterlina revestida en oro amarillo y blanco de 23 quilates, con un valor estimado en 2015 de aproximadamente 30 000 dólares. Por el contrario, el trofeo de la Copa Mundial masculina está fabricado en oro de 18 quilates y tiene un valor de metal precioso de 150 000 dólares. Se construye un nuevo Trofeo del ganador para que cada campeona femenina se lleve a casa, mientras que solo hay un trofeo masculino original.

## Características

### Fase clasificatoria

Mapa con las asociaciones de fútbol afiliadas de la FIFA, coloreadas de acuerdo a su confederación. A menos que se encuentren sancionadas por la FIFA, todos los países indicados pueden participar en la fase clasificatoria de la Copa Mundial.

La fase clasificatoria se ha disputado desde la primera edición en 1991. En ella, las selecciones nacionales que desean participar en el torneo se enfrentan en una serie de encuentros. Para ello, las asociaciones balompédicas que dirigen estas selecciones deben ser miembros plenos tanto de la FIFA como de alguna de las seis confederaciones continentales existentes en la actualidad:
- AFC (Asian Football Confederation, Confederación de Fútbol de Asia)
- CAF (Confédération Africaine de Football, Confederación Africana de Fútbol)
- Concacaf (Confederation of North, Central American and Caribbean Association Football, Confederación de Fútbol Asociación de Norte, Centroamérica y el Caribe)
- Conmebol (Confederação Sul-Americana de Futebol, Confederación Sudamericana de Fútbol)
- OFC (Oceania Football Confederation, Confederación de Fútbol de Oceanía)
- UEFA (Union of European Football Associations, Union des Associations Européennes de Football, Unión de Federaciones Europeas de Fútbol)

Cada una de estas confederaciones organizan un sistema de elección de sus representantes a través de encuentros deportivos. El número de representantes de cada confederación es definido previamente por la FIFA a través de la entrega de cupos, algunos de los cuales son completos equivalentes a un equipo en la fase final y otros son compartidos, en los que un equipo debe definir su clasificación a la ronda final ante un representante de otra confederación en un proceso denominado generalmente repechaje, repesca o eliminatoria.
Para la Copa Mundial Femenina de Fútbol de 2023 que se disputó en Australia y Nueva Zelanda, la FIFA estableció la siguiente distribución de los cupos clasificatorios:
- UEFA: 11 plazas directas + 1 plaza para Repesca.
- CAF: 4 plazas directas + 2 plazas para Repesca.
- CONMEBOL: 3 plazas directas + 2 plazas para Repesca.
- AFC: 6 plazas directas + 2 plazas para Repesca.
- CONCACAF: 4 plazas directas + 2 plazas para Repesca.
- OFC: 1 plazas directa + 1 plaza para Repesca.

Australia y Nueva Zelanda tomaron la plaza directa de su Confederación y fueron sede de la Repesca Internacional en 2022 que clasificó a los 3 últimos países participantes.

### Sistema de competición en la fase final

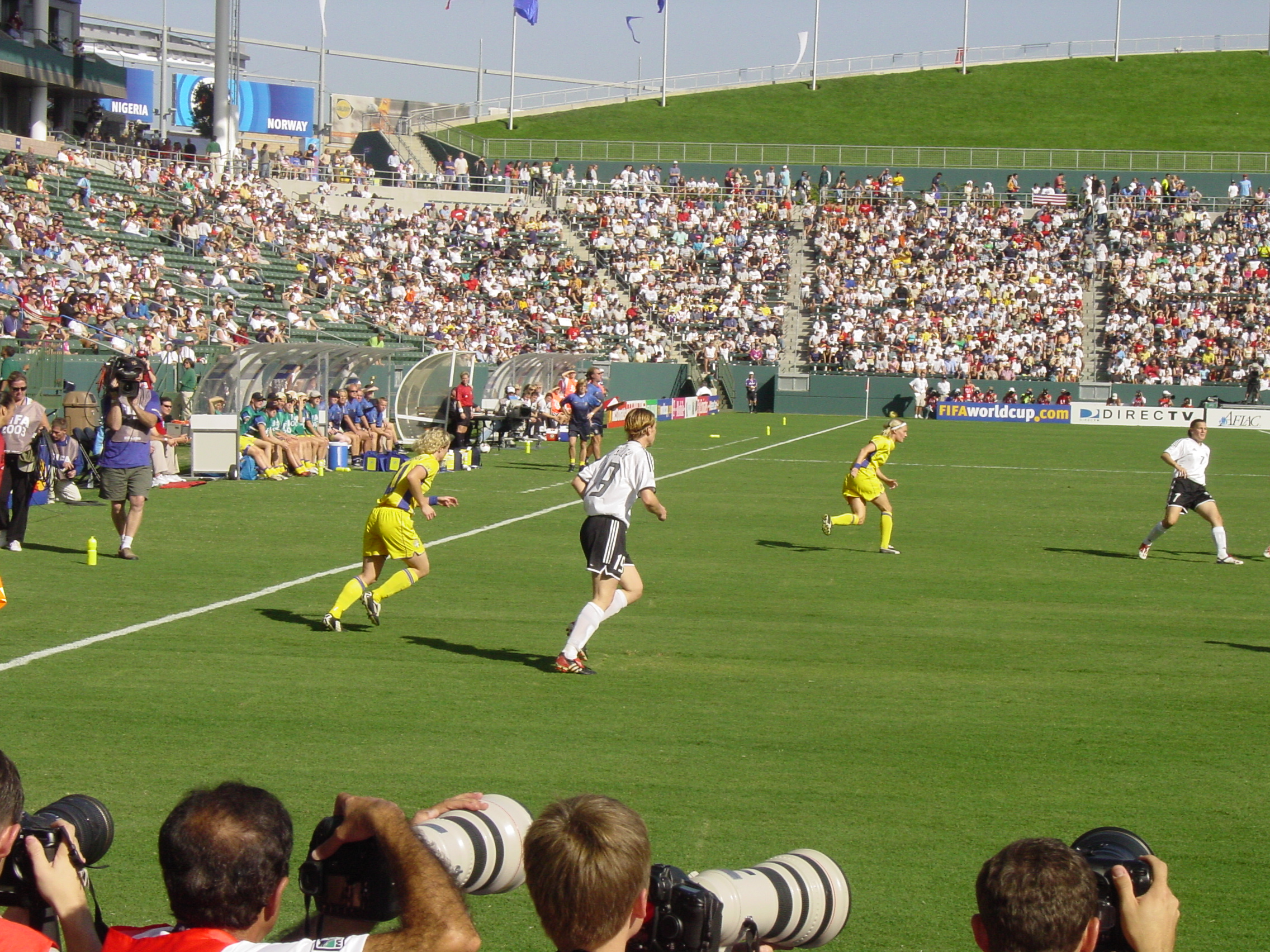
Partido entre las selecciones de y, durante la Copa Mundial Femenina de Fútbol de 2003.

Los 32 equipos que participan en la fase final se dividen en ocho grupos de cuatro equipos cada uno. Dentro de cada grupo se enfrentan una vez entre sí, mediante el sistema de todos contra todos. Según el resultado de cada partido se otorgan tres puntos al ganador, un punto a cada equipo en caso de empate, y ninguno al perdedor.
Pasan a la siguiente ronda los dos equipos de cada grupo mejor clasificados. El orden de clasificación se determina teniendo en cuenta los siguientes criterios, en orden de preferencia:
1. El mayor número de puntos obtenidos teniendo en cuenta todos los partidos del grupo
2. La mayor diferencia de goles teniendo en cuenta todos los partidos del grupo
3. El mayor número de goles a favor anotados teniendo en cuenta todos los partidos del grupo

Si dos o más equipos quedan igualados según las pautas anteriores, sus posiciones se determinarán mediante los siguientes criterios, en orden de preferencia:
1. El mayor número de puntos obtenidos en los partidos entre los equipos en cuestión
2. La diferencia de goles teniendo en cuenta los partidos entre los equipos en cuestión
3. El mayor número de goles a favor anotados por cada equipo en los partidos disputados entre los equipos en cuestión
4. Sorteo del comité organizador de la Copa Mundial

La segunda ronda incluye todas las fases desde los octavos de final hasta la final. Mediante el sistema de eliminación directa se clasifican los dos semifinalistas. Los equipos perdedores de las semifinales juegan un partido por el tercer y cuarto puesto, mientras que los ganadores disputan el partido final, donde el vencedor obtiene el título.
Si después de los 90 minutos de juego el partido se encuentra empatado se juega un tiempo suplementario de dos etapas de 15 minutos cada una. Si el resultado sigue empatado tras esta prórroga, el partido se define por el procedimiento de tiros desde el punto penalti.

## Resultados y estadísticas

### Campeonatos
Esta tabla muestra los principales resultados de la fase final de cada Copa Mundial Femenina de Fútbol. Para más información sobre un torneo en particular, véase la página especializada de ella en Detalles. 
| Año          | Sede                      | Campeón        | Final Resultado    | Subcampeón     | Tercer lugar   | Resultado          | Cuarto lugar |
| ------------ | ------------------------- | -------------- | ------------------ | -------------- | -------------- | ------------------ | ------------ |
| 1991 Detalle | China                     | Estados Unidos | 2:1                | Noruega        | Suecia         | 4:0                | Alemania     |
| 1995 Detalle | Suecia                    | Noruega        | 2:0                | Alemania       | Estados Unidos | 2:0                | China        |
| 1999 Detalle | Estados Unidos            | Estados Unidos | 0:0 (5:4 penaltis) | China          | Brasil         | 0:0 (5:4 penaltis) | Noruega      |
| 2003 Detalle | Estados Unidos            | Alemania       | 2:1 (t.s.)         | Suecia         | Estados Unidos | 3:1                | Canadá       |
| 2007 Detalle | China                     | Alemania       | 2:0                | Brasil         | Estados Unidos | 4:1                | Noruega      |
| 2011 Detalle | Alemania                  | Japón          | 2:2 (3:1 penaltis) | Estados Unidos | Suecia         | 2:1                | Francia      |
| 2015 Detalle | Canadá                    | Estados Unidos | 5:2                | Japón          | Inglaterra     | 1:0 (t.s.)         | Alemania     |
| 2019 Detalle | Francia                   | Estados Unidos | 2:0                | Países Bajos   | Suecia         | 2:1                | Inglaterra   |
| 2023 Detalle | Australia y Nueva Zelanda | España         | 1:0                | Inglaterra     | Suecia         | 2:0                | Australia    |
| 2027 Detalle | Brasil                    | Por celebrar   | Por celebrar       | Por celebrar   | Por celebrar   | Por celebrar       | Por celebrar |
| 2031 Detalle | -                         | Por celebrar   | Por celebrar       | Por celebrar   | Por celebrar   | Por celebrar       | Por celebrar |

### Palmarés
La lista a continuación muestra a los 13 equipos que han estado entre los cuatro mejores de alguna edición del torneo. En cursiva, se indica el torneo en que el equipo fue local.
| Equipo         | Campeón                    | Subcampeón | Tercer lugar               | Cuarto lugar   |
| -------------- | -------------------------- | ---------- | -------------------------- | -------------- |
| Estados Unidos | 4 (1991, 1999, 2015, 2019) | 1 (2011)   | 3 (1995, 2003, 2007)       |                |
| Alemania       | 2 (2003, 2007)             | 1 (1995)   |                            | 2 (1991, 2015) |
| Noruega        | 1 (1995)                   | 1 (1991)   |                            | 2 (1999, 2007) |
| Japón          | 1 (2011)                   | 1 (2015)   |                            |                |
| España         | 1 (2023)                   |            |                            |                |
| Suecia         |                            | 1 (2003)   | 4 (1991, 2011, 2019, 2023) |                |
| Inglaterra     |                            | 1 (2023)   | 1 (2015)                   | 1 (2019)       |
| Brasil         |                            | 1 (2007)   | 1 (1999)                   |                |
| China          |                            | 1 (1999)   |                            | 1 (1995)       |
| Países Bajos   |                            | 1 (2019)   |                            |                |
| Canadá         |                            |            |                            | 1 (2003)       |
| Francia        |                            |            |                            | 1 (2011)       |
| Australia      |                            |            |                            | 1 (2023)       |

### Anfitrión por confederación
| Confederación                            | Sedes |
| ---------------------------------------- | ----- |
| Concacaf (Norte, Centroamérica y Caribe) | 3     |
| UEFA (Europa)                            | 3     |
| AFC (Asia)                               | 2     |
| Conmebol (Sudamérica)                    | 1     |
| CAF (África)                             | 0     |
| OFC (Oceanía)                            | 1     |

## Tabla estadística
| Equipo                                           | Equipo            | Part. | Pts. | PJ | PG | PE | PP | GF  | GC | Dif. | Rend.   | Títulos |
| ------------------------------------------------ | ----------------- | ----- | ---- | -- | -- | -- | -- | --- | -- | ---- | ------- | ------- |
| 1                                                | Estados Unidos    | 9     | 132  | 54 | 41 | 9  | 4  | 142 | 39 | +103 | 81,5 %  | 4       |
| 2                                                | Alemania          | 9     | 99   | 47 | 31 | 6  | 10 | 129 | 42 | +87  | 70,21 % | 2       |
| 3                                                | Suecia            | 9     | 90   | 47 | 28 | 6  | 13 | 85  | 52 | +33  | 63,82 % | -       |
| 4                                                | Noruega           | 9     | 80   | 44 | 25 | 5  | 17 | 100 | 56 | +44  | 60,6 %  | 1       |
| 5                                                | Brasil            | 9     | 68   | 37 | 21 | 5  | 11 | 67  | 45 | +28  | 61,26 % | -       |
| 6                                                | Inglaterra        | 6     | 65   | 33 | 20 | 5  | 8  | 56  | 34 | +22  | 65,65 % | -       |
| 7                                                | China             | 8     | 58   | 36 | 17 | 7  | 12 | 55  | 39 | +16  | 53,7 %  | -       |
| 8                                                | Japón             | 9     | 58   | 38 | 18 | 4  | 16 | 54  | 62 | −8   | 50,87 % | 1       |
| 9                                                | Francia           | 5     | 44   | 24 | 13 | 5  | 6  | 44  | 24 | +20  | 61,11 % | -       |
| 10                                               | Australia         | 8     | 37   | 33 | 10 | 7  | 16 | 48  | 58 | −10  | 37,37 % | -       |
| 11                                               | Canadá            | 8     | 33   | 30 | 9  | 6  | 15 | 36  | 57 | −21  | 36,66 % | -       |
| 12                                               | Países Bajos      | 3     | 32   | 16 | 10 | 2  | 4  | 26  | 12 | +14  | 66,67 % | -       |
| 13                                               | España            | 3     | 23   | 14 | 7  | 2  | 5  | 24  | 15 | +9   | 54,76 % | 1       |
| 14                                               | Italia            | 4     | 22   | 15 | 7  | 1  | 7  | 23  | 20 | +3   | 48,88 % | -       |
| 15                                               | Nigeria           | 9     | 21   | 30 | 5  | 6  | 19 | 23  | 65 | −42  | 23,33 % | -       |
| 16                                               | Dinamarca         | 5     | 16   | 18 | 5  | 1  | 12 | 22  | 29 | −7   | 29,62 % | -       |
| 17                                               | Colombia          | 3     | 14   | 12 | 4  | 2  | 6  | 10  | 13 | −3   | 38,88 % | -       |
| 18                                               | Rusia             | 2     | 12   | 8  | 4  | 0  | 4  | 16  | 14 | +2   | 50 %    | -       |
| 19                                               | Corea del Norte   | 4     | 11   | 13 | 3  | 2  | 8  | 12  | 20 | −8   | 28,21 % | -       |
| 20                                               | Camerún           | 2     | 9    | 8  | 3  | 0  | 5  | 12  | 12 | 0    | 37,5 %  | -       |
| 21                                               | Suiza             | 2     | 8    | 8  | 2  | 2  | 4  | 14  | 10 | +4   | 33,33 % | -       |
| 22                                               | Nueva Zelanda     | 6     | 7    | 18 | 1  | 4  | 13 | 9   | 35 | −26  | 12,96 % | -       |
| 23                                               | Marruecos         | 1     | 6    | 4  | 2  | 0  | 2  | 2   | 10 | −8   | 50%     | -       |
| 24                                               | Jamaica           | 2     | 5    | 7  | 1  | 2  | 4  | 2   | 13 | −11  | 23,8 %  | -       |
| 25                                               | Corea del Sur     | 4     | 5    | 13 | 1  | 2  | 10 | 7   | 31 | −24  | 12,82 % | -       |
| 26                                               | Portugal          | 1     | 4    | 3  | 1  | 1  | 1  | 2   | 1  | +1   | 44,44 % | -       |
| 27                                               | Sudáfrica         | 2     | 4    | 7  | 1  | 1  | 5  | 7   | 16 | −9   | 19 %    | -       |
| 28                                               | Ghana             | 3     | 4    | 9  | 1  | 1  | 7  | 6   | 30 | −24  | 14,81 % | -       |
| 29                                               | Chile             | 1     | 3    | 3  | 1  | 0  | 2  | 2   | 5  | −3   | 33,33 % | -       |
| 30                                               | Filipinas         | 1     | 3    | 3  | 1  | 0  | 2  | 1   | 8  | −7   | 33,33 % | -       |
| 31                                               | Zambia            | 1     | 3    | 3  | 1  | 0  | 2  | 3   | 11 | −8   | 33,33 % | -       |
| 32                                               | China Taipéi      | 1     | 3    | 4  | 1  | 0  | 3  | 2   | 15 | −13  | 25 %    | -       |
| 33                                               | México            | 3     | 3    | 9  | 0  | 3  | 6  | 6   | 30 | −24  | 11,11 % | -       |
| 34                                               | Tailandia         | 2     | 3    | 6  | 1  | 0  | 5  | 4   | 30 | −26  | 16,67 % | -       |
| 35                                               | Argentina         | 4     | 3    | 12 | 0  | 3  | 9  | 7   | 42 | −35  | 8,33 %  | -       |
| 36                                               | Costa Rica        | 2     | 2    | 6  | 0  | 2  | 4  | 4   | 12 | −8   | 11,11 % | -       |
| 37                                               | Escocia           | 1     | 1    | 3  | 0  | 1  | 2  | 5   | 7  | −2   | 11,11 % | -       |
| 38                                               | Irlanda           | 1     | 1    | 3  | 0  | 1  | 2  | 1   | 3  | −2   | 11,11 % | -       |
| 39                                               | Haití             | 1     | 0    | 3  | 0  | 0  | 3  | 0   | 4  | −4   | 0 %     | -       |
| 40                                               | Guinea Ecuatorial | 1     | 0    | 3  | 0  | 0  | 3  | 2   | 7  | −5   | 0 %     | -       |
| 41                                               | Panamá            | 1     | 0    | 3  | 0  | 0  | 3  | 3   | 11 | −8   | 0 %     | -       |
| 42                                               | Vietnam           | 1     | 0    | 3  | 0  | 0  | 3  | 0   | 12 | −12  | 0 %     | -       |
| 43                                               | Costa de Marfil   | 1     | 0    | 3  | 0  | 0  | 3  | 3   | 16 | −13  | 0 %     | -       |
| 44                                               | Ecuador           | 1     | 0    | 3  | 0  | 0  | 3  | 1   | 17 | −16  | 0 %     | -       |
| Actualizado tras la final de la edición de 2023. |                   |       |      |    |    |    |    |     |    |      |         |         |

### Goleadoras

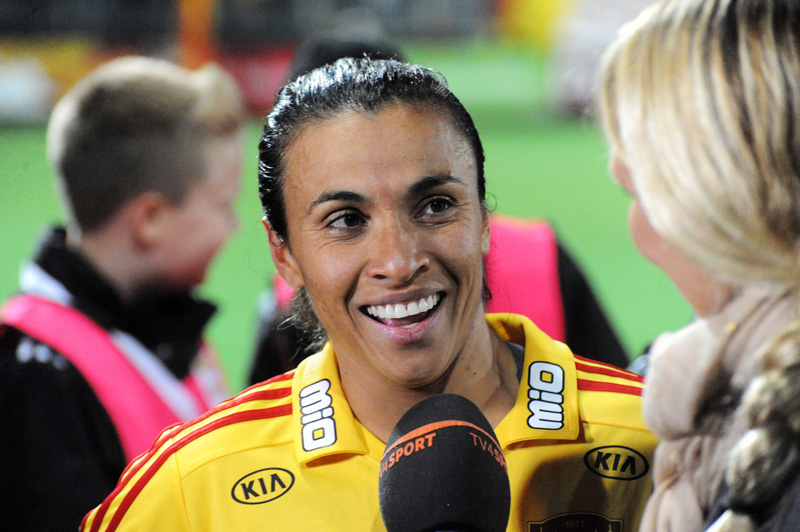
Marta, máxima goleadora en copas del mundo.

| Jugadora              | Selección      | Goles |
| --------------------- | -------------- | ----- |
| Marta Vieira da Silva | Brasil         | 17    |
| Birgit Prinz          | Alemania       | 14    |
| Abby Wambach          | Estados Unidos | 14    |
| Michelle Akers        | Estados Unidos | 12    |
| Sun Wen               | China          | 11    |
| Bettina Wiegmann      | Alemania       | 11    |
| Cristiane             | Brasil         | 11    |
| Ann Kristin Aarønes   | Noruega        | 10    |
| Heidi Mohr            | Alemania       | 10    |
| Carli Lloyd           | Estados Unidos | 10    |
| Christine Sinclair    | Canadá         | 10    |
| Alex Morgan           | Estados Unidos | 9     |
| Linda Medalen         | Noruega        | 9     |
| Hege Riise            | Noruega        | 9     |
| Megan Rapinoe         | Estados Unidos | 9     |
| Célia Šašić           | Alemania       | 8     |
| Kerstin Garefrekes    | Alemania       | 8     |
| Liu Ailing            | China          | 8     |
| Mia Hamm              | Estados Unidos | 8     |
| Marianne Pettersen    | Noruega        | 8     |
| Kristine Lilly        | Estados Unidos | 8     |
| Homare Sawa           | Japón          | 8     |
| Eugénie Le Sommer     | Francia        | 8     |

### Entrenadores
| Edición                        | Entrenador/a      | Selección      |
| ------------------------------ | ----------------- | -------------- |
| China 1991                     | Anson Dorrance    | Estados Unidos |
| Suecia 1995                    | Even Pellerud     | Noruega        |
| Estados Unidos 1999            | Tony DiCicco      | Estados Unidos |
| Estados Unidos 2003            | Tina Theune-Meyer | Alemania       |
| China 2007                     | Silvia Neid       | Alemania       |
| Alemania 2011                  | Norio Sasaki      | Japón          |
| Canadá 2015                    | Jill Ellis        | Estados Unidos |
| Francia 2019                   | Jill Ellis        | Estados Unidos |
| Australia y Nueva Zelanda 2023 | Jorge Vilda       | España         |

## Premios

### Mejor jugadora (Balón de Oro)
| Copa Mundial                   | Jugadora       | Equipo         |
| ------------------------------ | -------------- | -------------- |
| China 1991                     | Carin Jennings | Estados Unidos |
| Suecia 1995                    | Hege Riise     | Noruega        |
| Estados Unidos 1999            | Sun Wen        | China          |
| Estados Unidos 2003            | Birgit Prinz   | Alemania       |
| China 2007                     | Marta          | Brasil         |
| Alemania 2011                  | Homare Sawa    | Japón          |
| Canadá 2015                    | Carli Lloyd    | Estados Unidos |
| Francia 2019                   | Megan Rapinoe  | Estados Unidos |
| Australia y Nueva Zelanda 2023 | Aitana Bonmatí | España         |

### Goleadoras (Bota de oro)
| Copa Mundial                   | Goleadora           | Equipo         | Goles |
| ------------------------------ | ------------------- | -------------- | ----- |
| China 1991                     | Michelle Akers      | Estados Unidos | 10    |
| Suecia 1995                    | Ann Kristin Aarønes | Noruega        | 6     |
| Estados Unidos 1999            | Sissi               | Brasil         | 7     |
| Estados Unidos 1999            | Sun Wen             | China          | 7     |
| Estados Unidos 2003            | Birgit Prinz        | Alemania       | 7     |
| China 2007                     | Marta               | Brasil         | 7     |
| Alemania 2011                  | Homare Sawa         | Japón          | 5     |
| Canadá 2015                    | Célia Šašić         | Alemania       | 6     |
| Francia 2019                   | Megan Rapinoe       | Estados Unidos | 6     |
| Australia y Nueva Zelanda 2023 | Hinata Miyazawa     | Japón          | 5     |

### Mejor Portera (Guante de Oro)
| Copa Mundial                   | Jugadora            | Equipo         |
| ------------------------------ | ------------------- | -------------- |
| Estados Unidos 1999            | Briana Scurry       | Estados Unidos |
| Estados Unidos 2003            | Silke Rottenberg    | Alemania       |
| China 2007                     | Nadine Angerer      | Alemania       |
| Alemania 2011                  | Hope Solo           | Estados Unidos |
| Canadá 2015                    | Hope Solo           | Estados Unidos |
| Francia 2019                   | Sari van Veenendaal | Países Bajos   |
| Australia y Nueva Zelanda 2023 | Mary Earps          | Inglaterra     |

### Premio Mejor Jugadora Joven
| Copa Mundial                   | Equipo    | Jugadora          | Edad    |
| ------------------------------ | --------- | ----------------- | ------- |
| Alemania 2011                  | Australia | Caitlin Foord     | 16 Años |
| Canadá 2015                    | Canadá    | Kadeisha Buchanan | 19 Años |
| Francia 2019                   | Alemania  | Giulia Gwinn      | 19 Años |
| Australia y Nueva Zelanda 2023 | España    | Salma Paralluelo  | 19 Años |

### Premio al juego limpio
| Copa Mundial                   | Equipo   |
| ------------------------------ | -------- |
| China 1991                     | Alemania |
| Suecia 1995                    | Suecia   |
| Estados Unidos 1999            | China    |
| Estados Unidos 2003            | China    |
| China 2007                     | Noruega  |
| Alemania 2011                  | Japón    |
| Canadá 2015                    | Francia  |
| Francia 2019                   | Francia  |
| Australia y Nueva Zelanda 2023 | Japón    |

### Gol del torneo
| Copa Mundial                   | Equipo         | Goleadora     | Equipo Contrario |
| ------------------------------ | -------------- | ------------- | ---------------- |
| China 2007                     | Brasil         | Marta         | Estados Unidos   |
| Alemania 2011                  | Estados Unidos | Abby Wambach  | Brasil           |
| Canadá 2015                    | Estados Unidos | Carli Lloyd   | Japón            |
| Francia 2019                   | Brasil         | Cristiane     | Australia        |
| Australia y Nueva Zelanda 2023 | Colombia       | Linda Caicedo | Alemania         |
| 2027                           |                |               |                  |

## Cuadro de participaciones
| Selección         | 1991 (12) | 1995 (12) | 1999 (16) | 2003 (16) | 2007 (16) | 2011 (16) | 2015 (24) | 2019 (24) | 2023 (32) | Part. |
| ----------------- | --------- | --------- | --------- | --------- | --------- | --------- | --------- | --------- | --------- | ----- |
| Alemania          | 4°        | 2°        | CF        | 1°        | 1°        | CF        | 4°        | CF        | FG        | 9     |
| Argentina         | --        | --        | --        | FG        | FG        | --        | --        | FG        | FG        | 4     |
| Australia         | --        | FG        | FG        | FG        | CF        | CF        | CF        | OF        | 4°        | 8     |
| Brasil            | FG        | FG        | 3°        | CF        | 2°        | CF        | OF        | OF        | FG        | 9     |
| Camerún           | --        | --        | --        | --        | --        | --        | OF        | OF        | --        | 2     |
| Canadá            | --        | FG        | FG        | 4°        | FG        | FG        | CF        | OF        | FG        | 8     |
| Chile             | --        | --        | --        | --        | --        | --        | --        | FG        | --        | 1     |
| China             | CF        | 4°        | 2°        | CF        | CF        | --        | CF        | OF        | FG        | 8     |
| China Taipéi      | CF        | --        | --        | --        | --        | --        | --        | --        | --        | 1     |
| Colombia          | --        | --        | --        | --        | --        | FG        | OF        | --        | CF        | 3     |
| Corea del Norte   | --        | --        | FG        | FG        | CF        | FG        | --        | --        | --        | 4     |
| Corea del Sur     | --        | --        | --        | FG        | --        | --        | OF        | FG        | FG        | 4     |
| Costa de Marfil   | --        | --        | --        | --        | --        | --        | FG        | --        | --        | 1     |
| Costa Rica        | --        | --        | --        | --        | --        | --        | FG        | --        | FG        | 2     |
| Dinamarca         | CF        | CF        | FG        | --        | FG        | --        | --        | --        | OF        | 5     |
| Ecuador           | --        | --        | --        | --        | --        | --        | FG        | --        | --        | 1     |
| Escocia           | --        | --        | --        | --        | --        | --        | --        | FG        | --        | 1     |
| España            | --        | --        | --        | --        | --        | --        | FG        | OF        | 1°        | 3     |
| Estados Unidos    | 1°        | 3°        | 1°        | 3°        | 3°        | 2°        | 1°        | 1°        | OF        | 9     |
| Filipinas         | --        | --        | --        | --        | --        | --        | --        | --        | FG        | 1     |
| Francia           | --        | --        | --        | FG        | --        | 4°        | CF        | CF        | CF        | 5     |
| Ghana             | --        | --        | FG        | FG        | FG        | --        | --        | --        | --        | 3     |
| Guinea Ecuatorial | --        | --        | --        | --        | --        | FG        | --        | --        | --        | 1     |
| Haití             | --        | --        | --        | --        | --        | --        | --        | --        | FG        | 1     |
| Inglaterra        | --        | CF        | --        | --        | CF        | CF        | 3°        | 4°        | 2°        | 6     |
| Irlanda           | --        | --        | --        | --        | --        | --        | --        | --        | FG        | 1     |
| Italia            | CF        | --        | FG        | --        | --        | --        | --        | CF        | FG        | 4     |
| Jamaica           | --        | --        | --        | --        | --        | --        | --        | FG        | OF        | 2     |
| Japón             | FG        | CF        | FG        | FG        | FG        | 1°        | 2°        | OF        | CF        | 9     |
| Marruecos         | --        | --        | --        | --        | --        | --        | --        | --        | OF        | 1     |
| México            | --        | --        | FG        | --        | --        | FG        | FG        | --        | --        | 3     |
| Nigeria           | FG        | FG        | CF        | FG        | FG        | FG        | FG        | OF        | OF        | 9     |
| Noruega           | 2°        | 1°        | 4°        | CF        | 4°        | FG        | OF        | CF        | OF        | 9     |
| Nueva Zelanda     | FG        | --        | --        | --        | FG        | FG        | FG        | FG        | FG        | 6     |
| Países Bajos      | --        | --        | --        | --        | --        | --        | OF        | 2°        | CF        | 3     |
| Panamá            | --        | --        | --        | --        | --        | --        | --        | --        | FG        | 1     |
| Portugal          | --        | --        | --        | --        | --        | --        | --        | --        | FG        | 1     |
| Rusia             | --        | --        | CF        | CF        | --        | --        | --        | --        | --        | 2     |
| Sudáfrica         | --        | --        | --        | --        | --        | --        | --        | FG        | OF        | 2     |
| Suecia            | 3°        | CF        | CF        | 2°        | FG        | 3°        | OF        | 3°        | 3°        | 9     |
| Suiza             | --        | --        | --        | --        | --        | --        | OF        | --        | OF        | 2     |
| Tailandia         | --        | --        | --        | --        | --        | --        | FG        | FG        | --        | 2     |
| Vietnam           | --        | --        | --        | --        | --        | --        | --        | --        | FG        | 1     |
| Zambia            | --        | --        | --        | --        | --        | --        | --        | --        | FG        | 1     |

| 1º | Campeón           |
| 2º | Subcampeón        |
| 3º | Tercer lugar      |
| 4º | Cuarto lugar      |
| CF | Cuartos de final  |
| OF | Octavos de final  |
| FG | Fase de grupos    |
| -- | Sin participación |